# Scoot
Scoot é uma Companhia aérea de baixo custo, de longo-curso e subsidiária Singapore Airlines com base no Aeroporto de Singapura.
Scoot foi fundada em Novembro de 2011 pela Singapore Airlines para competir com as companhias aéreas já estabelecidas de baixo custo e de rápido crescimento na Ásia. Tornou-se operacional em Junho de 2012. 
Scoot serve a partir de Singapura os seguintes destinos no leste da Ásia e na Austrália: Bangkok, 
Gold Coast, Nanjing, Perth, Seoul, Shenyang, Sydney, Taipei, Tianjin, Qingdao, Tóquio e Hong Kong.

## Frota

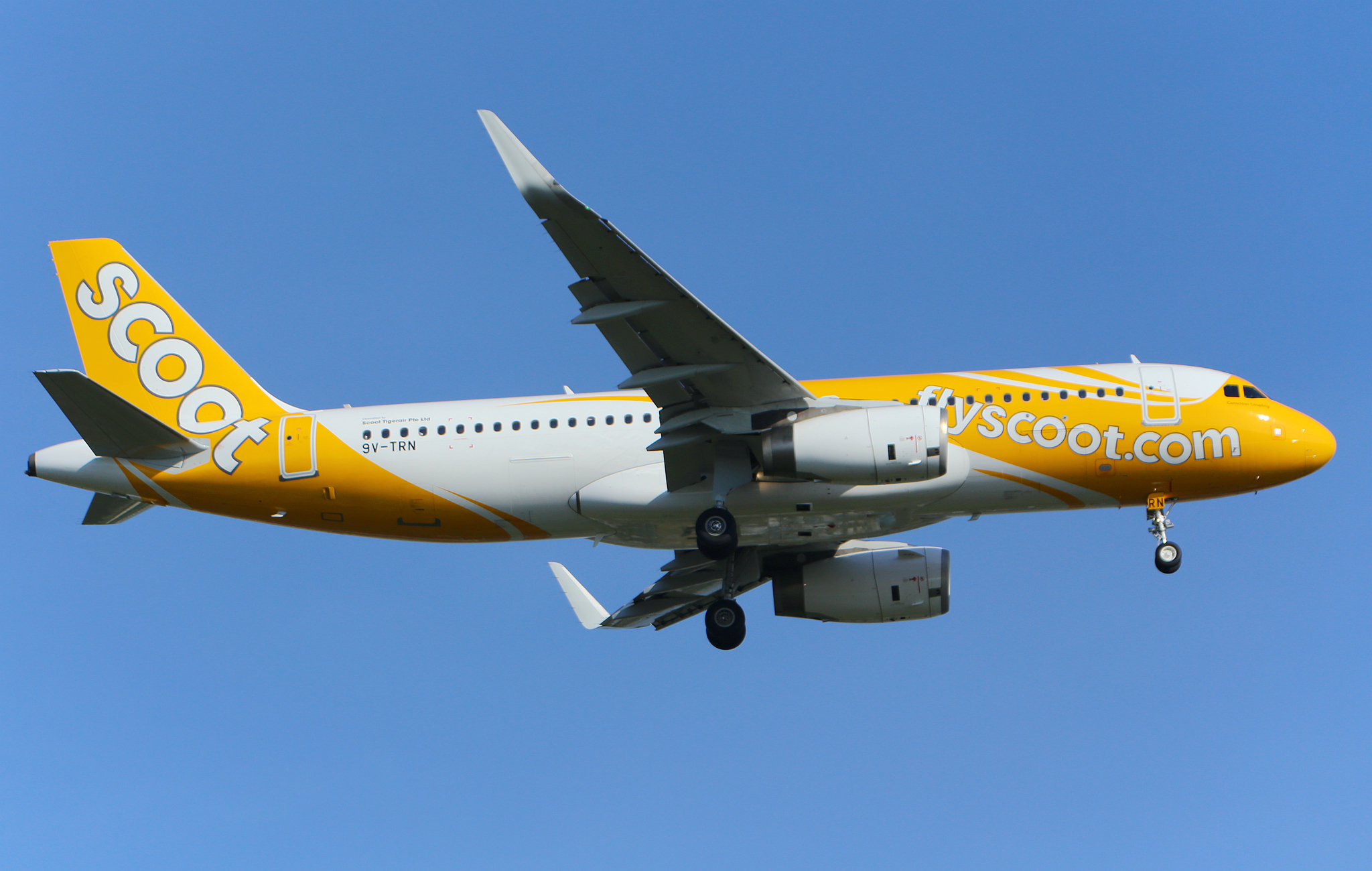
Airbus A320 da Scoot.

Em Janeiro de 2022.:
- 2 Airbus A319
- 27 Airbus A320-200
- 5 Airbus A320neo
- 6 Airbus A321neo
- 10 Boeing 787-8 Dreamliner
- 10 Boeing 787-9 Dreamliner